# شينجي تاجيما
شينجي تاجيما (باليابانية: 田島慎二؛ بالكانا: たじま しんじ) هو لاعب كرة قاعدة ياباني، ولد في 21 ديسمبر 1989 في ميزوهو-كو في اليابان.

## وصلات خارجية
- شينجي تاجيما على موقع الدوري الياباني لكرة القاعدة (الإنجليزية)
- شينجي تاجيما على موقعبيزبول رفرنس.كوم (الدوري الثانوي) (الإنجليزية)